# Grape-kun
Grape-kun (Nhật: グレープ君 Hepburn: Gurēpu-kun, 16 tháng 4 năm 1996 – 12 tháng 10 năm 2017) là một chú chim cánh cụt Humboldt (tên khoa học: spheniscus humboldti) từng sống tại sở thú Tobu ở tỉnh Saitama, Nhật Bản. Mối quan hệ gắn bó giữa Grape-kun và tấm tranh cắt của một nhân vật trong bộ anime Kemono Friends làm chú chim này nổi tiếng trên toàn thế giới. Grape-kun bắt đầu có những dấu hiệu xấu về sức khỏe vào đầu tháng 10 năm 2017 và sở thú đã thông báo chú chim qua đời vào ngày 12 tháng 10.

## Tiểu sử
Grape-kun (nghĩa là "chùm nho") sinh ra tại sở thú Hamura ở Tokyo vào năm 1996. Người ta đặt cái tên này vì chú chim được đeo vòng phân loại nhận dạng màu tím; từ "kun" là một hậu tố ngữ tiếng Nhật thường được dùng khi nói chuyện với những cậu bé trai hoặc thanh thiếu niên nam. Nó cũng thường được sử dụng cho động vật thuộc giống đực. Grape-kun sống 10 năm đầu đời tại sở thú Hamura cùng bạn tình của mình tên là Midori. Tháng 3 năm 2006, khu vực dành cho chim cánh cụt mới đã được hoàn thành ở sở thú Tobu. Để mở rộng khu vực này, một số chim cánh cụt Humboldt đã được chọn từ sở thú Hamura và Grape-kun và Midori cùng được chọn để chuyển tới sở thú Tobu vào năm 2007. Năm 2009, Grape-kun và Midori giao phối và sinh ra con đực tên là Hanpen. Tuy nhiên, để mở rộng quần thể của loài chim cánh cụt ở các sở thú khác, Hanpen đã bị đưa tới Sở thú Tự nhiên quận Edogawa ở Tokyo khi vẫn còn trong trứng.
Trong mối quan hệ của loài chim cánh cụt Humboldt, những cặp chim trống mái sẽ sống với nhau trọn đời. Tuy nhiên, vào năm 2010, Grape-kun bị cách ly khỏi khu vực để điều trị bệnh. Trong thời gian trị bệnh, Midori có bạn tình mới tên là Denka. Sự thiếu chung thủy trong cộng đồng chim cánh cụt bị xem là điều cấm kỵ, và những con cánh cụt Humboldt ngoại tình sẽ bị đồng loại xa lánh. Trường hợp của Grape-kun hoàn toàn trái ngược: chú bị cô lập sau khi bình phục và trở về chuồng, trong khi Midori và Denka lại được cả bầy chấp nhận. Nhiều khả năng điều này xảy ra vì Denka trẻ tuổi hơn Grape-kun, hoặc cũng có thể bầy chim cho rằng Grape-kun đã chết trong trạm thú y. Tuy chỉ còn một mình, Grape-kun vẫn ở nguyên tại khu vực cũ mà chú và Midori từng chung sống. Từ đó, Grape-kun bỏ ăn bỏ uống.

## Tấm tranh cắt
Tháng 4 năm 2017, sở thú Tobu đã đặt 60 tấm tranh cắt của các nhân vật từ bộ anime Kemono Friends tại các khu chuồng trại động vật nhằm thu hút du khách. Nhân vật được đặt trong chuồng của Grape-kun là Hululu, một nhân hóa moe chim cánh cụt Humboldt giống cái. Grape-kun nhìn chằm chằm vào tấm tranh này trong nhiều giờ, cố gắng với tới dù nó được đặt trên một tảng đá cao. Những người làm ở sở thú đã phải tách riêng Grape-kun với tấm tranh cắt này trong một ngày để chú chim tập trung ăn. Các phương triện truyền thông mô tả Grape-kun "đang yêu", và vườn thú tạo ra một thức uống gọi là "Loving Grape" để miêu tả "hiện thân hoàn hảo" của mối quan hệ giữa chú chim cánh cụt với tấm tranh cắt. Từ ngày đó, Grape-kun vẫn nhìn hướng về phía Hululu và không bao giờ rời xa khỏi tảng đá nơi đặt tấm tranh cắt hình nhân vật này, trừ một thời gian ngắn vào giữa tháng 9 năm 2017 khi nhân viên sở thú buộc phải tạm dọn đi tấm tranh do lo ngại thiệt hại từ bão Talim.
Sự cuốn hút của Grape-kun vào tấm tranh cắt khiến chú chim nổi tiếng và được hâm mộ trên internet. Lượng du khách đến sở thú Tobu từ tháng 4 đến tháng 6 năm 2017 tăng 20% so với năm trước, lượt khách tham quan chuồng chim cánh cụt tăng đến 20 lần, và lượt người theo dõi tài khoản Twitter chính thức của sở thú tăng gấp đôi từ 6.000 lên 12.000. Nữ diễn viên lồng tiếng của Hululu, Chikuta Ikuko, đã viếng thăm Grape-kun trong một sự kiện giáo dục về chim cánh cụt. Một lễ hội tôn vinh Grape-kun đã được lên kế hoạch, nhưng sức khoẻ của chú bắt đầu xấu đi từ đầu tháng 10. Sở thú công bố Grape-kun qua đời vào lúc 14 giờ 30 phút giờ địa phương, ngày 12 tháng 10. Cái chết của Grape-kun được loan báo trên các phương tiện thông tin đại chúng toàn thế giới, điển hình là BBC, Daily Mail, Newsweek, CBS, Bild và các trang tin khác. Nhân viên sở thú đã tạo ra một ngôi đền nhỏ để tưởng niệm và vinh danh chú chim. Nhiều du khách cũng mang hoa đến sở thú để viếng thăm chú. Cộng đồng người sử dụng mạng xã hội đã tạo ra hashtag #grapekun. Nhiều hình minh họa về mối quan hệ giữa Grape-kun và nhân vật Hululu cũng được đăng tải. Vào tháng 1 năm 2018, sở thú Tobu đã đặt thêm một tấm tranh cắt mới trong khu chuồng chim cánh cụt, hình ảnh Hululu và Grape-kun đứng bên nhau.

## Thư viện ảnh

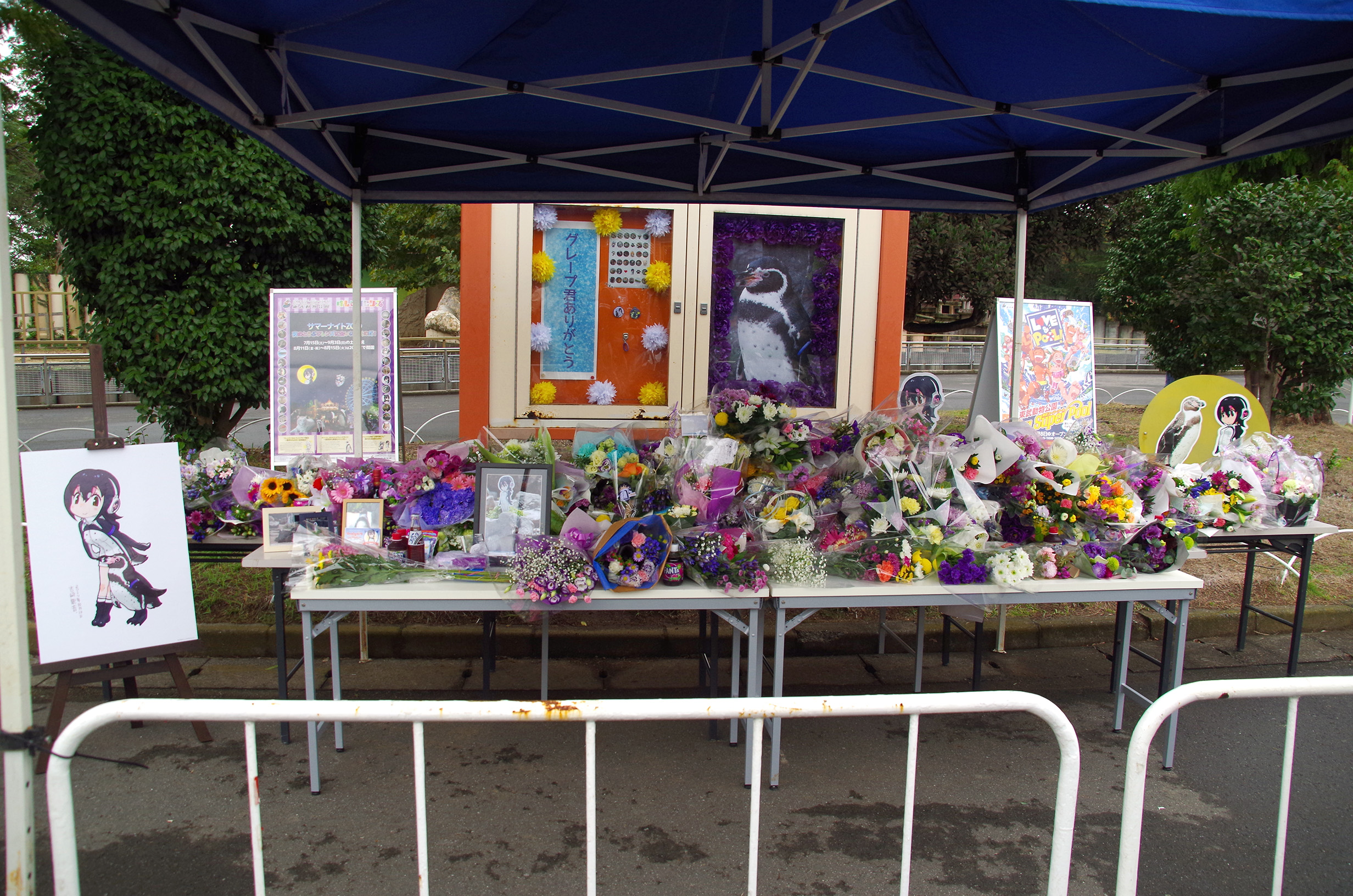
Vòng hoa và quà thăm viếng sau khi Grape-kun qua đời (14 tháng 10 năm 2017)
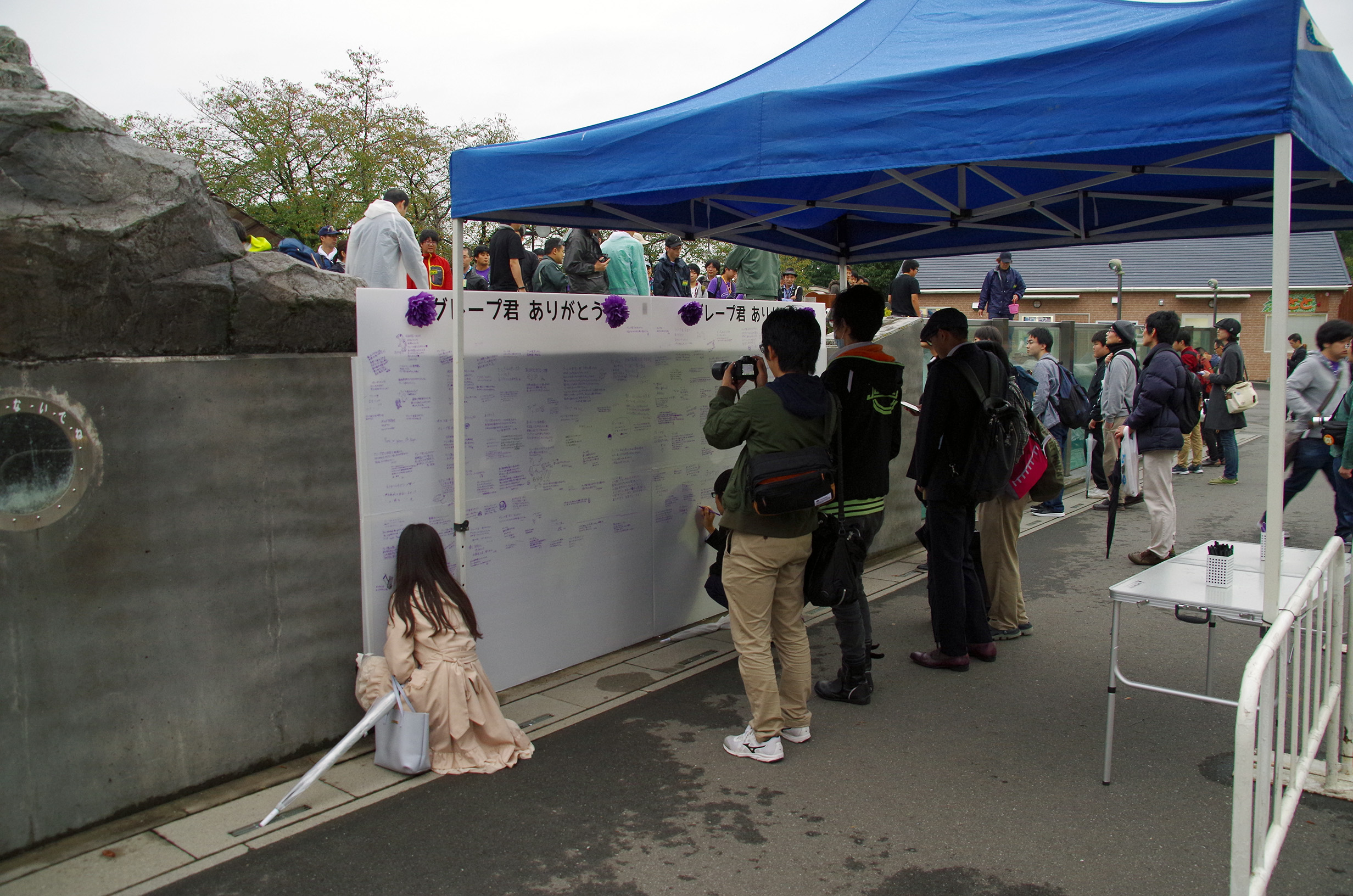
Tấm bảng thông điệp tưởng niệm cho Grape-kun ở sở thú Tobu. (14 tháng 10 năm 2017)